# Inés de Borbón-Dampierre
Inés de Borbón-Dampierre (?, 1237 – ?, 7 de septiembre de 1288), fue una noble francesa, señora de Borbón, desde 1262 hasta su muerte. Último miembro de la Casa de Borbón-Dampierre que gobernó el señorío.

## Biografía
Era la segunda hija de Arquimbaldo IX, señor de Borbón y Dampierre y Yolanda de Châtillon, condesa de Nevers, Tonnerre y Auxerre. A la muerte de su hermana mayor Matilde en 1262, Inés hereda el señorío de Borbón, mientras que los condados de Nevers, Tonnerre y Auxerre, los heredaron Yolanda, Margarita y Adelaida de Borgoña, las tres hijas de su hermana.

## Descendencia
En 1247, Matilde –heredera de los condados de Auxerre, Nevers y Tonnerre– se casa con Odón de Borgoña (1230-1269), el hijo mayor de Hugo IV, duque de Borgoña. Ese mismo año, Inés se casó con el hermano menor de Odón, Juan de Borgoña, conde de Charolais. 
De esta unión nació una sola hija:
- Beatriz de Borgoña (1257-1310), señora de Borbón, casada con Roberto de Clermont (1256-1317), hijo del rey Luis IX de Francia. De su descendencia se origina la rama capetiana de Borbón.[2]

Su esposo, Juan de Borgoña, murió en 1267. Inés volvió a contraer matrimonio en 1277 con Roberto II, conde de Artois (1250-1302), viudo de Amicie de Courtenay, con quien no tuvo descendencia.

## Muerte
Inés murió en 1288. Fue sepultada en el convento de los Cordeleros.
| Predecesor: Matilde de Dampierre | Señora de Borbón 1262 - 1288 | Sucesor: Beatriz de Borgoña |